# 8631 Sherikboonstra
A 8631 Sherikboonstra (ideiglenes jelöléssel (8631) 1981 EK41) a Naprendszer kisbolygóövében található aszteroida. Schelte J. Bus fedezte fel 1981. március 2-án.